# A Division 1961-1962 (Irlanda)
La stagione 1961-1962 è stata la quarantunesima edizione della League of Ireland, massimo livello del calcio irlandese.

## Squadre partecipanti

### Allenatori
| Club            | Allenatore    |
| --------------- | ------------- |
| Bohemians       | sconosciuto   |
| Cork Celtic     | sconosciuto   |
| Cork Hibernians | Tommy Moroney |
| Drumcondra      | Royden Prole  |
| Dundalk         | sconosciuto   |
| Limerick        | Ewan Fenton   |

| Club            | Allenatore    |
| --------------- | ------------- |
| Shamrock Rovers | Seán Thomas   |
| Shelbourne      | Gerry Doyle   |
| Sligo Rovers    | Peter Farrell |
| St Patrick's    | sconosciuto   |
| Transport       | sconosciuto   |
| Waterford       | Paddy Coad    |

## Classifica finale
|  | Pos. | Squadra         | Pt | G  | V  | N | P  | GF | GS | DR  |
|  | ---- | --------------- | -- | -- | -- | - | -- | -- | -- | --- |
|  | 1.   | Shelbourne      | 35 | 22 | 15 | 5 | 2  | 55 | 23 | +32 |
|  | 2.   | Cork Celtic     | 35 | 22 | 16 | 3 | 3  | 71 | 24 | +47 |
|  | 3.   | Shamrock Rovers | 31 | 22 | 14 | 3 | 5  | 51 | 32 | +19 |
|  | 4.   | St Patrick's    | 25 | 22 | 11 | 3 | 8  | 48 | 46 | +2  |
|  | 5.   | Cork Hibernians | 25 | 22 | 8  | 8 | 6  | 37 | 36 | +1  |
|  | 6.   | Limerick        | 24 | 22 | 10 | 5 | 7  | 41 | 34 | +7  |
|  | 7.   | Drumcondra      | 22 | 22 | 8  | 6 | 8  | 45 | 40 | +5  |
|  | 8.   | Dundalk         | 21 | 22 | 8  | 5 | 9  | 42 | 36 | +6  |
|  | 9.   | Bohemians       | 17 | 22 | 6  | 5 | 11 | 40 | 46 | -6  |
|  | 10.  | Waterford       | 17 | 22 | 7  | 3 | 12 | 39 | 49 | -10 |
|  | 11.  | Transport       | 7  | 22 | 2  | 3 | 17 | 29 | 76 | -47 |
|  | 12.  | Sligo Rovers    | 5  | 22 | 1  | 3 | 18 | 31 | 87 | -56 |

Legenda:

         Campione d'Irlanda 1961-1962 e qualificata in Coppa dei Campioni 1962-1963
         Vincitrice della FAI Cup e qualificata in Coppa delle Coppe 1962-1963
         Qualificate in Coppa delle Fiere 1962-1963
         Ritirata
Note:
Due punti a vittoria, uno a pareggio, zero a sconfitta.

## Risultati

### Spareggio per il titolo
| Dublino 2 maggio 1962 | Shelbourne | 1 – 0 | Cork Celtic | Dalymount Park |

## Statistiche

### Primati stagionali
| Record - Maggior numero di vittorie: Cork Celtic (16) - Minor numero di sconfitte: Shelbourne (2) - Miglior attacco: Cork Celtic (71) - Miglior difesa: Shelbourne (23) - Miglior differenza reti: Cork Celtic (+47) - Maggior numero di pareggi: Cork Hibernians (8) - Minor numero di vittorie: Sligo Rovers (1) - Maggior numero di sconfitte: Sligo Rovers (18) - Peggiore attacco: Transport (29) - Peggior difesa: Sligo Rovers (87) - Peggior differenza reti: Sligo Rovers (-56) |